# Ладожское (деревня)
Ладожское — деревня в Сандовском муниципальном округе Тверской области России.

## География
Деревня расположена в 23 км на запад от центра муниципального округа посёлка Сандово.

## История
В 1797 году в селе Ладожском была построена каменная Христорождественская церковь с 5 престолами, метрические книги с 1780 года.
В конце XIX — начале XX века село входило в состав Лукинской волости Весьегонского уезда Тверской губернии.
С 1929 года деревня являлась центром Ладожского сельсовета Сандовского района Бежецкого округа Московской области, с 1935 года — в составе Калининской области, с 1994 года — центр Ладожского сельского округа, с 2005 года — в составе Лукинского сельского поселения, с 2020 года — в составе Сандовского муниципального округа.
До 2014 года в бывшем здании церкви Рождества Христова действовала Ладожская основная общеобразовательная школа.

## Население
| 1859 | 1997 | 2010 |
| ---- | ---- | ---- |
| 37   | ↗222 | ↘167 |

## Инфраструктура
В деревне имеются офис врача общей практики, отделение почтовой связи.

## Достопримечательности
В деревне расположено здание бывшей Церкви Рождества Христова (1797).